# 单花山竹子
单花山竹子（学名：Garcinia oligantha）为金丝桃科藤黄属的植物。分布于越南以及中国大陆的广东、海南等地，生长于海拔200米至1,200米的地区，常生于山地丛林中，目前尚未由人工引种栽培。

## 别名
山竹子（中国树木分类学）